# Two Point Campus
Two Point Campus — компьютерная игра в жанре экономического симулятора, разработанная британской студией Two Point Studios и изданная компанией Sega. Игра является продолжением Two Point Hospital 2018 года и ставит перед игроком задачу построить университетский кампус и управлять им. Игра была выпущена на платформах Linux, macOS, Windows, Nintendo Switch, PlayStation 4, PlayStation 5, Xbox One и Xbox Series X/S 9 августа 2022 года. 29 ноября 2022 года было анонсировано дополнение под названием Space Academy. После выхода игра получила положительные отзывы.

## Игровой процесс
В игре пользователь должен построить университетский кампус и управлять им. Игрок должен построить различные учебные помещения, такие как классы, лекционные залы и библиотеки, а также организовать различные культурные мероприятия и внеклассные занятия. Игрок также должен назначить персонал, в числе которых преподаватели, ассистенты преподавателей и уборщики.
Помимо поддержания функционирования кампуса, игроку также придётся заботиться о благополучии студентов. Если ученик слишком увлечется ночной жизнью, он может не прийти на занятия на следующий день. Ученики делятся на различные архетипы, а их личности генерируются процедурно. В отличие от Two Point Hospital, в которой пациенты покидают больницу после выздоровления, в Two Point Campus ученики остаются на гораздо более длительный срок.
Каждый игровой год длится около 20 минут. Проводятся церемонии вручения дипломов, и прибывает новая когорта студентов. Эти ученики будут взаимодействовать друг с другом и развивать отношения с другими персонажами игры. У каждого студента также есть свои особые потребности, и они будут либо преуспевать, либо терпеть неудачи, либо бросать учёбу в зависимости от того, чем они руководствовались во время пребывания в кампусе.
Как и в Two Point Hospital, действие игры происходит в округе Two Point, и некоторые персонажи из Hospital также возвращаются в Campus. В начале игроку дается участок земли, и он может свободно планировать и строить кампус, прокладывать дорожки и размещать декорации как внутри, так и снаружи кампуса. В игре есть режим песочницы, в котором игроки могут свободно строить свою школу. Чистая окружающая среда привлечёт больше учеников, что принесет игроку больше дохода. Управление финансами остается важной составляющей игрового процесса, поскольку строительство новых зданий и поддержание счастья учеников будет стоить денег. Как и в Hospital, игра отличается легкомысленным тоном и позволяет игроку создавать различные экзотические курсы, такие как «школа рыцарей», в которой ученики изучают древнюю литературу и учатся становиться средневековыми рыцарями.

## Разработка
Two Point Campus — продолжение Two Point Hospital и вторая игра, созданная британской компанией Two Point Studios. Студия вдохновлялась фильмами «Зверинец», «Идеальный голос», «Бриолин» и серией фильмов о Гарри Поттере. Команда добавила систему «черт», которая позволяет студентам формировать отношения. Команда считала, что, позволив игрокам увидеть, как развиваются студенты на протяжении игровых учебных лет, они начнут заботиться о них. Эта система была добавлена под влиянием других игр-симуляторов, таких как серия The Sims. По словам директора игры Гэри Керра, «побочный продукт, который мы хотим получить, это когда вы прощаетесь со своим первым студентом, если мы сможем сделать так, чтобы у вас на глаза навернулись слёзы, когда вы провожаете его в большой мир, это будет здорово». В игре более широко, чем в Hospital, представлена игровая механика строительства города, поскольку команда хотела удовлетворить запросы игроков, которые больше заинтересованы в творческом строительстве, чем в реальном управлении кампусом.
В игровом мире представлена вымышленная студенческая радиостанция, озвученная Марком Силком, Дэном Паем и классическими фирменными объявлениями Джейна Уэбли. Контент на Campus Radio помогает задать тон комедии в игре и улучшает сюжетные линии на протяжении всего игрового процесса.
Игра была анонсирована 10 июня 2021 года, хотя утечка информации об игре произошла 31 мая в магазине Xbox. 13 июня 2021 года на игровой презентации Future Games Show был показан игровой процесс. Студия предложила сообществу внести свой вклад в разработку игры через программу Games2Gether, которая была создана студией-разработчиком Amplitude, сотрудничающей с Sega. Изначально игра должна была выйти 17 мая 2022 года. В апреле 2022 года Two Point Studios объявила, что команда перенесла дату выхода игры на 9 августа 2022 года для того, чтобы оптимизировать игру на разных платформах.

## Восприятие

### Критика
После выхода игра получила в целом положительные отзывы, согласно агрегатору рецензий Metacritic. 1 сентября 2022 года, количество пользователей, сыгравших в игру перевалило за миллион человек. Игра была номинирована на The Game Awards 2022 в категории «Лучший симулятор или стратегия».
В первую неделю после своего выхода она стала второй самой продаваемой игрой в Великобритании, уступив лишь Horizon Forbidden West.

### Номинации
| Год  | Награда              | Категория                      | Результат | Примечание |
| ---- | -------------------- | ------------------------------ | --------- | ---------- |
| 2022 | The Game Awards 2022 | Лучший симулятор или стратегия | Номинация | [ 22 ]     |